# Campionati internazionali Rugby Europe 2021-2022
I campionati internazionali Rugby Europe 2021-22 (in inglese 2021-22 Rugby Europe International Championships) furono la 6ª edizione dei Campionati internazionali Rugby Europe, la 51ª edizione del torneo internazionale organizzato da FIRA-AER/Rugby Europe) nonché il 51º campionato europeo di rugby a 15.
Si tenne dal 5 febbraio 2022 al 20 marzo 2022 tra 6 squadre che si affrontarono con la formula del girone unico con gare di sola andata, e fece parte del processo di qualificazione alla Coppa del Mondo di rugby 2023 quale secondo turno di qualificazione europea.
La graduatoria finale di classificazione fu data dalla somma dei punteggi delle classifiche delle edizioni 2020-21 e 2021-22; le prime due squadre classificate in tale graduatoria accedono direttamente alla Coppa del Mondo e la terza è destinata al torneo finale di ripescaggio.
Dopo il blocco delle divisioni inferiori nel biennio precedente a causa della pandemia di COVID-19, Rugby Europe ripristinò il Trofeo (la seconda divisione) e le Conference, terza e quarta divisione europea.
A seguito dell'invasione russa dell'Ucraina del 2022, Rugby Europe dispose la sospensione della federazione rugbistica russa da proprio membro associato con conseguente esclusione della squadra dal torneo e annullamento di tutti gli incontri che la riguardavano.
Per la quattordicesima volta nella sua storia, ad aggiudicarsi il titolo fu la Georgia, che nell'ultima giornata batté la Spagna capolista; la stessa Spagna eguagliò il suo miglior piazzamento di sempre, il secondo posto già ottenuto nel 2000, 2012 e 2019.
Gli iberici, grazie al secondo posto anche nella classifica combinata del biennio, guadagnarono la promozione diretta alla Coppa del Mondo 2023 come Europa 2, mentre invece la Georgia aveva già ampiamente guadagnato la qualificazione due settimane prima e confermato la sua posizione nella casella Europa 1.
Tuttavia irregolarità insorte nel tesseramento di un giocatore spagnolo, per la seconda qualificazione mondiale consecutiva, portarono alla penalizzazione della squadra e all'accesso diretto al mondiale della Romania, terza giunta sul campo nella classifica combinata, e alla qualificazione al torneo di ripescaggio finale per la zona Europa del Portogallo.
Il valore delle marcature, come stabilito da World Rugby nel 2017, è: 5 punti per ciascuna meta (7 se trasformata), 7 punti per la meta tecnica, 3 punti per la realizzazione di ciascun calcio piazzato, idem per il drop.

## Formula
Ogni livello di torneo si svolge a girone unico in gare di sola andata.
Il vincitore del Campionato è campione d'Europa; l'ultima classificata di tale divisione spareggia contro la vincitrice del Trofeo europeo, la seconda divisione continentale; l'ultima classificata  del Torneo retrocede in Conference europea 1.
La Conference 1 e la Conference 2 sono rispettivamente il terzo e quarto livello, e sono suddivise geograficamente in girone Nord e Sud; la prima classificata del girone Nord della Conference 1 spareggia contro quella del girone Sud per l'accesso al Trofeo europeo; l'ultima classificata di ogni girone di Conference 1 retrocede altresì in Conference 2 e viene rimpiazzata dalla vincitrice del rispettivo girone di Conference 2
All'interno di ogni Conference, preliminarmente all'inizio della stagione successiva, si procede a una redistribuzione delle squadre su criterio geografico in maniera da mantenere sostenibili le trasferte.
Lo Sviluppo (Development League) è il quinto livello, ed è destinato alle federazioni emergenti: esso promuove una squadra in Conference 2.
Tutti i tornei si disputarono con il metodo del girone all'italiana in gara unica e il sistema di punteggio dell'Emisfero Sud con 4 punti a vittoria per partita, 2 per il pari, 0 per la sconfitta, uno per l'eventuale marcatura di 3 o più mete rispetto all'avversario in un incontro singolo e un ulteriore punto per l'eventuale sconfitta con sette o meno punti di scarto.
Al vincitore di tutte le partite del girone è accordato un punto supplementare.
Gli incontri della divisione superiore per il campionato d'Europa sono in programma negli stessi fine settimana del Sei Nazioni 2022.

## L'indagine sulle idoneità internazionali
Nella primavera 2022 World Rugby aprì un fascicolo d'indagine sulla federazione spagnola in quanto vi era il sospetto che un giocatore d'origine sudafricana della squadra, Gavin van der Bergh, non fosse in regola con le norme di residenza (trentasei mesi consecutivi antecedenti la prima convocazione, con rilevanti legami nella terra di elezione).
Alla federazione, e al club di appartenenza, fu contestato di avere omesso la presenza in Sudafrica di van der Bergh tra dicembre 2018 e dicembre 2019 per cause non di forza maggiore; il club infatti mirava a inserire il giocatore nella quota degli atleti nazionali e avere uno slot libero per un ulteriore straniero, mentre la federazione aveva interesse a dichiarare van der Bergh come idoneo per giocare nella Spagna.
Come risultato, la federazione fu penalizzata di 10 punti, cinque per ogni partita in cui il giocatore inidoneo scese in campo, e ricevette inoltre una sanzione di 50000 € da World Rugby (25000 per quella attuale, e altrettanti per la violazione della condizionale accordata per analoga infrazione quattro anni prima in occasione delle qualificazioni alla Coppa del Mondo 2019).
Per effetto di ciò, fatta salva la qualificazione della Georgia, la Romania scalò al secondo posto guadagnando la qualificazione diretta alla Coppa del Mondo 2023, mentre invece il Portogallo, nuovo terzo, si garantì l'accesso agli spareggi di ripescaggio in rappresentanza dell'Europa.

## Squadre partecipanti
| Campionato  | Trofeo   | Conference 1 | Conference 1 | Conference 2 | Conference 2         | Sviluppo    |
| Campionato  | Trofeo   | Nord         | Sud          | Nord         | Sud                  | Sviluppo    |
| ----------- | -------- | ------------ | ------------ | ------------ | -------------------- | ----------- |
| Georgia     | Belgio   | Lettonia     | Cipro        | Danimarca    | Andorra              | Bielorussia |
| Paesi Bassi | Germania | Lussemburgo  | Croazia      | Finlandia    | Bosnia ed Erzegovina | Estonia     |
| Portogallo  | Lituania | Rep. Ceca    | Israele      | Moldavia     | Bulgaria             | Montenegro  |
| Romania     | Polonia  | Svezia       | Malta        | Norvegia     | Serbia               | Slovacchia  |
| Russia      | Svizzera | Ungheria     | Slovenia     |              | Turchia              |             |
| Spagna      | Ucraina  |              |              |              |                      |             |

## Campionato europeo

### 1ª giornata
| Arbitro: | Adam Leal |

|                                         |      |                                 |
| Cojocaru 9’, 21’ Macovei 36’ Rupanu 69’ | mt   | 4’ tecnica 59’, 72’ Parchomenko |
| Boldor 9’, 21’, 36’, 69’                | tr   | 59’ Gajsin                      |
| Boldor 32’ Plai 79’                     | c.p. | 43’, 48’ Gajsin                 |

| Arbitro: | Gianluca Gnecchi |

|                                                                                        |    |  |
| Latierro 10’ Pinto Ferrer 23’ Jorba 38’ Soria 43’ Ordas 56’ Minguillon 65’ Ovejero 71’ | mt |  |
| Ordas 10’, 23’, 43’ Belie 61’                                                          | tr |  |

| Arbitro: | Romain Poite |

|                                                  |      |                                        |
| Tabutsadze 29’ Kerdikoshvili 42’ Abzhandadze 66’ | mt   | 36’ Cardoso 50’ R. Marta 58’ J.G. Lima |
| Abzhandadze 29’ Sharikadze 66’                   | tr   | 50’, 58’ Marques                       |
| Abzhandadze 3-3 26’, 45’                         | c.p. | 9’, 28’ Marques                        |

### 2ª giornata
| Arbitro: | Andrea Piardi |

|                                                  |      |                                                        |
| Gresev 29’ Rjabisčuk 32’ Davydov 60’ Živatov 75’ | mt   | 2’ Soria 15’, 35’ Minguillon 40+2’ Pinto 80+3’ Ovejero |
| Gajsin 29’, 32’, 60’, 75’                        | tr   | 2’, 80+3’ Ordas                                        |
| Gajsin 8’, 46’, 64’                              | c.p. | 26’, 57’, 62’, 71’ Ordas                               |

| Arbitro: | Ludovic Cayre |

|             |      | |
| Danen 49’   | mt   | 7’, 47’, 60’ Giorgadze 13’ Tabutsadze 23’ J̌aparidze 27’, 53’ Lobzhanidze 36’ Khmaladze 52’ Jalagonia 66’ Babunashvili 74’, 80+2’ Chkoidze |
| Weersma 49’ | tr   | 23’, 27’, 47’, 52’, 53’, 60’, 80+2’ Abzhandadze                                                                                           |
| Weersma 16’ | c.p. | |

| Arbitro: | Frank Murphy |

|                                            |      |                                             |
| Ser 40+1’ Cojocaru 52’ Savin 62’ Gorin 80’ | mt   | 24’ J.G. Lima 34’ R. Marta 38’, 50’ Cardoso |
| Melinte 40+1’, 52’, 62’, 80’               | tr   | 34’, 38’ Marques                            |
| Melinte 4’, 38’, 69’                       | c.p. | 28’ Marques                                 |

### 3ª giornata
| Arbitro: | Federico Vedovelli |

|                                                                                             |      |             |
| Belo 14’ Diniz 22’ Bettencourt 30’, 63’ Simões 38’, 43’ R. Marta 47’ Storti 54’ Antunes 76’ | mt   |             |
| Antunes 14’, 30’, 38’, 47’, 54’, 63’, 76’                                                   | tr   |             |
|                                                                                             | c.p. | 1’ Campbell |

| Arbitro: | Sam Grove-White |

|                                                |      |                                 |
| Pinto 6’ Foulds 10’ Quercy 20’, 59’ Gimeno 27’ | mt   | 16’, 65’ Vaovasa 70’ Simionescu |
| Ordas 6’, 10’, 20’, 27’, 59’                   | tr   | 16’ Melinte 65’, 70’ Plai       |
| Ordas 55’                                      | c.p. |                                 |

| N/A | Georgia | – | Russia |  |

### 4ª giornata
| N/A | Russia | – | Paesi Bassi |  |

| Arbitro: | Ben Breakspear |

|                          |      |                                                        |
| Cojocaru 38’ Bărdașu 73’ | mt   | 10’ Lobzhanidze 28’ Sharikadze 34’ Todua 70’ Tabusadze |
| Melinte 38’, 73’         | tr   | 10’, 28’, 34’ Abzhandadze                              |
| Melinte 17’, 21’, 43’    | c.p. |                                                        |

| Arbitro: | Tual Trainini |

|                                     |      |                                       |
| Zabala 7’ Quercy 17’, 25’ Pinto 38’ | mt   | 10’ Bento 32’ Bettencourt 79’ Madeira |
| Ordas 17’, 25’                      | tr   | 10’, 32’ Marques 79’ Portela          |
| Ordas 44’, 51’, 58’                 | c.p. | 6’, 46’, 54’ Marques                  |

### 5ª giornata
| Arbitro: | Ben Blain |

|                        |    |                                                                      |
| Salman 34’ Raymond 40’ | mt | 3’ Rupanu 14’ Vaovasa 17’ Dumitru 28’ Cojocaru 71’ Bucur 77’ Macovei |
| Weersma 40’            | tr | 3’, 14’, 17’, 77’ Melinte                                            |

| N/A | Portogallo | – | Russia |  |

| Arbitro: | Craig Evans |

|                                                                     |      |                       |
| Tabusadze 27’, 68’ Giorgadze 34’, 73’ Sharikadze 62’ Chkoidze 80+8’ | mt   | 24’ Jorba 49’ Ovejero |
| Abzhandadze 27’, 62’, 68’, 73’, 80+8’                               | tr   | 49’ Ordas             |
| Abzhandadze 15’, 54’                                                | c.p. | 8’ Ordas              |
| Lobzhanidze 3’                                                      | drop |                       |

#### Classifica
| Pos | Squadra     | G | V | N | P | PF  | PS  | DP   | BMP | Pt |
| --- | ----------- | - | - | - | - | --- | --- | ---- | --- | -- |
| 1   | Georgia     | 5 | 4 | 1 | 0 | 172 | 73  | +99  | 2   | 20 |
| 2   | Romania     | 5 | 3 | 0 | 2 | 153 | 128 | +25  | 2   | 14 |
| 3   | Portogallo  | 5 | 2 | 1 | 2 | 139 | 98  | +41  | 2   | 12 |
| 4   | Spagna      | 5 | 4 | 0 | 1 | 170 | 135 | +35  | 11  | 27 |
| 5   | Paesi Bassi | 5 | 1 | 0 | 4 | 25  | 212 | −187 | 0   | 4  |
| 6   | Russia      | 5 | 0 | 0 | 5 | 62  | 75  | −13  | 1   | 1  |

## Trofeo europeo
| Data       | Incontro            | Risultato | Sede            |
| ---------- | ------------------- | --------- | --------------- |
| 9-10-2021  | Ucraina ― Polonia   | 24-27     | Leopoli         |
| 23-10-2021 | Lituania ― Ucraina  | 37-39     | Šiauliai        |
| 30-10-2021 | Lituania ― Germania | 16-46     | Šiauliai        |
| 13-11-2021 | Polonia ― Germania  | 21-16     | Gdynia          |
| 13-11-2021 | Svizzera ― Lituania | 20-28     | Nyon            |
| 20-11-2021 | Polonia ― Germania  | 37-25     | Varsavia        |
| 12-2-2022  | Belgio ― Ucraina    | 28-0      | per forfait     |
| 19-2-2022  | Germania ― Belgio   | 26-33     | Heidelberg      |
| 12-3-2022  | Svizzera ― Belgio   | 22-18     | Plan-les-Ouates |
| 19-3-2022  | Germania ― Svizzera | 34-25     | Heusenstamm     |
| 19-3-2022  | Belgio ― Polonia    | 41-11     | Bruxelles       |
| 26-3-2022  | Lituania ― Belgio   | 17-29     | Šiauliai        |
| 9-4-2022   | Polonia ― Lituania  | 43-10     | Gdynia          |
| 16-4-2022  | Germania ― Ucraina  | 28-0      | per forfait     |
| 30-4-2022  | Ucraina ― Svizzera  | 0-28      | per forfait     |

|  | Classifica | G | V | N | P | PF  | PS  | P±  | B | PT |
|  | ---------- | - | - | - | - | --- | --- | --- | - | -- |
|  | Belgio     | 5 | 4 | 0 | 1 | 149 | 76  | +73 | 5 | 21 |
|  | Polonia    | 5 | 4 | 0 | 1 | 139 | 116 | +23 | 1 | 17 |
|  | Germania   | 5 | 3 | 0 | 2 | 150 | 95  | +55 | 5 | 17 |
|  | Svizzera   | 5 | 2 | 0 | 3 | 120 | 117 | +3  | 1 | 9  |
|  | Ucraina    | 5 | 1 | 0 | 4 | 63  | 148 | -85 | 1 | 5  |
|  | Lituania   | 5 | 1 | 0 | 4 | 108 | 177 | -69 | 1 | 5  |

## Conference 1

### Nord
| Data       | Incontro                | Risultato | Sede        |
| ---------- | ----------------------- | --------- | ----------- |
| 23-10-2021 | Svezia ― Lussemburgo    | 51-5      | Norrköping  |
| 6-11-2021  | Rep. Ceca ― Ungheria    | 31-13     | Praga       |
| 27-11-2021 | Lussemburgo ― Rep. Ceca | 12-39     | Lussemburgo |
| 12-3-2022  | Lussemburgo ― Ungheria  | 30-23     | Lussemburgo |
| 2-4-2022   | Lettonia ― Lussemburgo  | 32-9      | Baldone     |
| 23-4-2022  | Lettonia ― Svezia       | 25-46     | Baldone     |
| 7-5-2022   | Rep. Ceca ― Lettonia    | 54-17     | Praga       |
| 7-5-2022   | Ungheria ― Svezia       | 25-29     | Budapest    |
| 14-5-2022  | Svezia ― Rep. Ceca      | 28-18     | Stoccolma   |
| TBD        | Ungheria ― Lettonia     | -         | n/d         |

|  | Classifica  | G | V | N | P | PF  | PS  | P±  | B   | PT |
|  | ----------- | - | - | - | - | --- | --- | --- | --- | -- |
|  | Svezia      | 4 | 4 | 0 | 0 | 154 | 73  | 3   | +81 | 19 |
|  | Rep. Ceca   | 4 | 3 | 0 | 1 | 142 | 70  | +72 | 3   | 15 |
|  | Lettonia    | 3 | 1 | 0 | 2 | 74  | 109 | -35 | 1   | 5  |
|  | Lussemburgo | 4 | 1 | 0 | 3 | 56  | 145 | -89 | 0   | 4  |
|  | Ungheria    | 3 | 0 | 0 | 3 | 61  | 90  | -29 | 2   | 2  |

### Sud
| Data       | Incontro           | Risultato | Sede             |
| ---------- | ------------------ | --------- | ---------------- |
| 30-10-2021 | Cipro ― Croazia    | 8-29      | Pafo             |
| 6-11-2021  | Malta ― Israele    | 15-13     | Paola            |
| 13-11-2021 | Croazia ― Slovenia | 48-3      | Spalato          |
| 13-11-2021 | Slovenia ― Malta   | 10-24     | Lubiana          |
| 26-3-2022  | Cipro ― Slovenia   | 28-0      | Pafo             |
| 2-4-2022   | Croazia ― Malta    | 7-3       | Zagabria         |
| 2-4-2022   | Slovenia ― Israele | 0-16      | Lubiana          |
| 9-4-2022   | Israele ― Croazia  | 19-27     | Kibbutz Yizre’el |
| 16-4-2022  | Malta ― Cipro      | 27-10     | Paola            |
| 30-4-2022  | Israele ― Cipro    | 14-12     | Kibbutz Yizre’el |

|  | Classifica | G | V | N | P | PF  | PS  | P±   | B | PT |
|  | ---------- | - | - | - | - | --- | --- | ---- | - | -- |
|  | Croazia    | 4 | 4 | 0 | 0 | 111 | 33  | +78  | 3 | 19 |
|  | Malta      | 4 | 3 | 0 | 1 | 69  | 40  | +29  | 2 | 14 |
|  | Israele    | 4 | 2 | 0 | 2 | 62  | 54  | +8   | 1 | 9  |
|  | Cipro      | 4 | 1 | 0 | 3 | 58  | 70  | -12  | 2 | 6  |
|  | Slovenia   | 4 | 0 | 0 | 4 | 13  | 116 | -103 | 0 | 0  |

## Conference 2

### Nord
| Data       | Incontro              | Risultato | Sede        |
| ---------- | --------------------- | --------- | ----------- |
| 9-10-2021  | Danimarca ― Finlandia | 29-19     | Oslo        |
| 23-10-2021 | Norvegia ― Danimarca  | 0-47      | Odense      |
| 16-4-2022  | Moldavia ― Norvegia   | 28-0      | per forfait |
| 7-5-2022   | Danimarca ― Moldavia  | 19-27     | Odense      |
| 7-5-2022   | Norvegia ― Finlandia  | 3-24      | Horten      |
| 21-5-2022  | Finlandia ― Moldavia  | n/d       | annullata   |

|  | Classifica | G | V | N | P | PF | PS | P±  | B | PT |
|  | ---------- | - | - | - | - | -- | -- | --- | - | -- |
|  | Moldavia   | 2 | 2 | 0 | 0 | 55 | 19 | +36 | 1 | 9  |
|  | Danimarca  | 3 | 2 | 0 | 1 | 95 | 46 | +49 | 1 | 9  |
|  | Finlandia  | 2 | 1 | 0 | 1 | 43 | 32 | +11 | 1 | 5  |
|  | Norvegia   | 3 | 0 | 0 | 3 | 3  | 99 | -96 | 0 | 0  |

### Sud
| Data       | Incontro                        | Risultato | Sede    |
| ---------- | ------------------------------- | --------- | ------- |
| 2-10-2021  | Bosnia ed Erzegovina ― Bulgaria | 24-49     | Zenica  |
| 9-10-2021  | Turchia ― Andorra               | 12-22     | Burdur  |
| 16-10-2021 | Bulgaria ― Serbia               | 14-11     | Sofia   |
| 23-10-2021 | Serbia ― Turchia                | 37-14     | Pančevo |
| 30-10-2021 | Andorra ― Bosnia ed Erzegovina  | 18-19     | Andorra |
| 2-4-2022   | Andorra ― Bulgaria              | 13-17     | Andorra |
| 16-4-2022  | Serbia ― Andorra                | 24-18     | Pančevo |
| 7-5-2022   | Bulgaria ― Turchia              | 54-13     | Sofia   |
| 7-5-2022   | Bosnia ed Erzegovina ― Serbia   | 19-38     | Zenica  |
| 21-5-2022  | Turchia ― Bosnia ed Erzegovina  | 19-19     | Edirne  |

|  | Classifica           | G | V | N | P | PF  | PS  | P±  | B | PT |
|  | -------------------- | - | - | - | - | --- | --- | --- | - | -- |
|  | Bulgaria             | 4 | 4 | 0 | 0 | 134 | 61  | +73 | 3 | 19 |
|  | Serbia               | 4 | 3 | 0 | 1 | 110 | 65  | +45 | 2 | 14 |
|  | Andorra              | 4 | 1 | 0 | 3 | 71  | 72  | -1  | 3 | 7  |
|  | Bosnia ed Erzegovina | 4 | 1 | 1 | 2 | 81  | 124 | -43 | 0 | 6  |
|  | Turchia              | 4 | 0 | 1 | 3 | 58  | 132 | -74 | 0 | 2  |